# Magnetfeld-Kamera
Eine Magnetfeld-Kamera ist ein Sensorsystem, welches die Flussdichte eines Magnetfeldes innerhalb einer ebenen Fläche erfasst und – in Echtzeit oder als Schnappschuss – visualisiert.
Verwendet werden flächige Magnetfeldsensoren oder solche, die aus mehreren kleinen, als Array flächig angeordneten Sensoren bestehen. Diese werden in das zu messende Magnetfeld eingebracht, die gemessenen elektrischen Signale werden digitalisiert und graphisch dargestellt. Es gibt auch magneto-optische Sensoren, welche aus ebenen Flächen austretende Magnetfelder direkt – z. B. durch eine Änderung der Polarisation von Licht in einem durchsichtigen Material – sichtbar machen.
Wird das Magnetfeld nur entlang einer Linie erfasst, spricht man von einer sogenannten „Magnetischen Zeilenkamera“. Das ist für einige Anwendungen ausreichend und aufgrund der geringeren Anzahl an Messpunkten schneller.

## Funktionsprinzipien

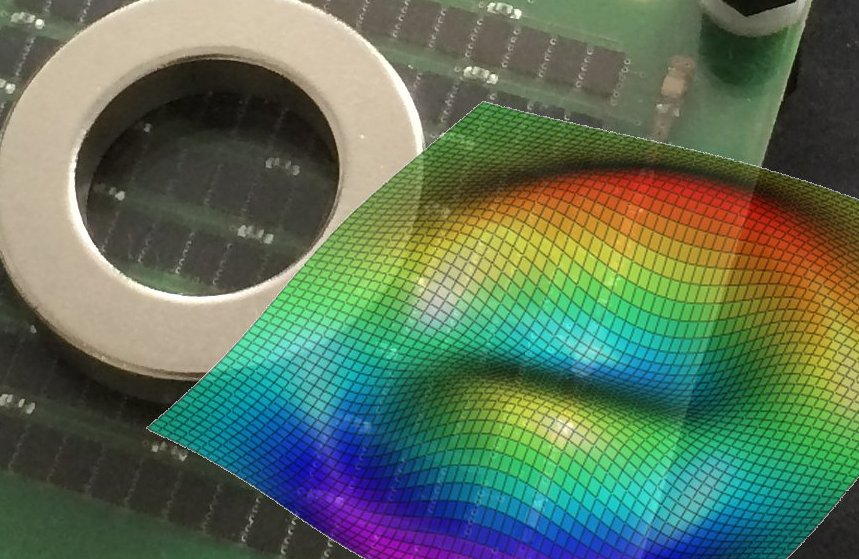
Ringmagnet auf Magnetfeld-Kamera mit integrierten Hall-Sensoren und Kontur-Visualisierung der zugehörigen Flussdichte-Komponente B_{y}.

Die Funktion aktueller Magnetfeld-Kameras beruht auf einem von zwei unterschiedlichen physikalischen Effekten:
Hall-Effekt
In Hallsensoren erzeugt ein magnetisches Feld ein zu seiner Flussdichte proportionales Spannungssignal in einem elektrisch (halb-)leitenden, flächigen Hall-Sensor. Ein flächiges Array von Hall-Sensoren, auch Hall-Elemente genannt, liefert elektrische Signale, die digitalisiert und nach entsprechender Aufbereitung visualisiert werden (siehe Bild rechts). 
Es gibt verschiedene technologische Ausprägungen dieses Ansatzes.
Zum einen wurde eine einachsig messende Kamera mit sehr hoher Auflösung (ca. 50 Mikrometer) über einer Fläche von ca. 1,7 cm2 entwickelt, die aus einem integrierten Schaltkreis mit 128 • 128 klassischen lateralen Hallelementen besteht, welche den Flussdichte-Anteil Bz senkrecht zur Chipfläche über einen Bereich von 13 • 13 mm messen.
Zum anderen werden dreiachsig messende Kameras entwickelt, die über einem großen Beobachtungsbereich (bis 15 cm) sehr schnell messen können (ca. 6 ms für ein Bild) und aus Arrays diskreter integrierter 3D-Hallsensoren bestehen, die alle drei Flussdichtekomponenten (Bx, By und Bz) erfassen. Eine weitere Sondervariante ist die sogenannte Zeilenkamera, mit der man das Magnetfeld auch innerhalb von Bohrungen oder im Innenbereich von Ringmagneten vermessen kann.
Da in allen Fällen das Messergebnis in elektronischer Form vorliegt, lassen sich solche Magnetfeldbilder auch problemlos weiterverarbeiten und/oder auf digitalen Speichermedien ablegen. Prinzipiell ist eine dreiachsig messende Magnetfeldkamera auch mit diskreten Magnetfeldsensoren (ein Sensor für jede Achse) realisierbar.
Faraday-Effekt
In flächigen, lichtdurchlässigen magnetooptischen Sensoren wird die Polarisationsachse des Lichts durch ein Magnetfeld verdreht und mittels eines Polarisationsfilters (als Analysator) eine flächige Hell/Dunkel-Information gewonnen, die ein direktes Abbild der verursachenden, zum Sensor senkrechten Magnetfeldkomponente ist. Es handelt sich sozusagen um eine einachsige Magnetfeldkamera.
Grundsätzlich wäre hier bereits eine optische Visualisierung gegeben, allerdings sind die Kontraste bei kleinen Magnetfeldern zu gering um vom menschlichen Auge wahrgenommen zu werden. Daher digitalisiert man das flächige Hell/Dunkel-Bild mit einer hochauflösenden optischen Kamera und bereitet sie dann elektronisch so auf, dass auch schwächere Magnetfelder sichtbar werden.
Das besondere dieser Technologie ist der nur durch die Fertigungsgrenzen beschränkte, große Beobachtungsbereich von mehreren Zentimetern bei gleichzeitig sehr hoher Ortsauflösung. Die Hauptanwendung liegt in der Qualitätsprüfung, da man Strukturen bei magnetischen Maßstäben und Codes, aber auch lokale Magnetisierungsfehler und oberflächliche Materialrisse sehr gut erkennen kann. Allerdings erfordert sie aufgrund der vergleichsweise geringen Empfindlichkeit einen sehr geringen Abstand zum und eine sehr ebenen Oberfläche am Messobjekt.

## Anwendungen
Generell werden diese Kameras überall dort eingesetzt, wo es auf die Bewertung und Sichtbarmachung magnetischer Felder ankommt.
Beispiele dafür sind:
- Qualitätssicherung bei der Herstellung von Permanentmagneten
- Messung von Streufeldern an Motoren und sonstigen magnetischen Aktoren
- Entwicklung magnetischer Positions-/Winkelmesssysteme
- Charakterisierung von Permanent- und Elektromagneten
- Beurteilung von Solarzellen, Batterien/Akkumulatoren oder elektrischen Schaltungen durch einen funktionellen magnetischen Fingerabdruck[6]